# Nebbia in Valpadana
Nebbia in Valpadana è una serie televisiva di Rai 1 diretta da Felice Farina, in onda in sei serate (da due episodi ciascuna) dal 9 gennaio al 13 febbraio 2000.
La fiction segna il ritorno della coppia formata da Cochi e Renato, di fatto separata dal 1975, che fa da protagonista della serie e interpreta anche la canzone della sigla.

## Trama
Cochi (Cochi Ponzoni) e Renato Vimodrone, conte di Quarto Oggiaro (Renato Pozzetto), sono due amici di vecchia data che si incontrano dopo molti anni, decidono così di mettersi al lavoro come detective nella loro cittadina nel bergamasco. I due riescono a risolvere numerosi casi di cronaca sempre con sarcasmo ed ironia.

## Episodi
| Stagione       | Episodi | Prima TV |
| -------------- | ------- | -------- |
| Prima stagione | 12      | 2000     |

## Ambientazioni
Gli episodi della serie sono ambientati principalmente all'interno della villa Gritti-Morlacchi di Brembate (BG), al GuglielMotel e nella vicina frazione di Grignano. Alcune scene sono state girate anche nella piazza del Municipio di Trezzo sull'Adda o lungo il corso dell'Adda e infine molte scene sono ambientate nel villaggio industriale di Crespi d'Adda a Capriate San Gervasio. Nell'episodio Zona Cesarini alcune scene sono state girate allo stadio comunale di Osio Sotto. Nel quinto episodio, invece, alcune scene sono ambientate a Brembate di Sopra.

## Sigla
La sigla della serie, cantata da Cochi e Renato dopo la loro reunione, Nebbia in Valpadana, è stata pubblicata nell'album del 2000 ...Le canzoni intelligenti.